# جو جورگنسن
جو جورگنسن ((به انگلیسی: Jo Jorgensen)؛ زاده ۱ مه ۱۹۵۷) فعال سیاسی آکادمیک و لیبرترین آمریکایی است. وی نامزد حزب لیبرترین برای رئیس‌جمهور ایالات متحده در انتخابات سال ۲۰۲۰ است. جورگنسن پیش از این نامزد حزب لیبرترین برای معاون رئیس‌جمهور در انتخابات ریاست جمهوری سال ۱۹۹۶ ایالات متحده به عنوان جفت هری براون بود. او همچنین نامزد لیبرترین برای حوزه چهارم کنگره کارولینای جنوبی در سال ۱۹۹۲ بود که ۴٬۲۸۶ رای یا ۲٫۲٪ از کل آرا را به دست آورد.

## مواضع سیاسی
جورگنسن از آزادی‌های فردی حمایت می‌کند و کوچک کردن دولت را یک اولویت اساسی می‌داند. او از عدم مداخله، تجارت آزاد و باز با دیگر کشورها و ترویج انرژی هسته‌ای از طریق مقررات زدایی به منظور کاهش انتشار CO2 حمایت می‌کند. در خصوص مراقبت سلامت، وی از یک سیستم مراقبت سلامت بازار آزاد نسبت به سیستم کنونی یا تک پرداخت کننده پشتیبانی می‌کند.
وی گفته است که پاسخ دولت به کووید-۱۹ «بزرگ‌ترین حمله به آزادی‌های ما در طول زندگی ما» است، و این به دلیل محدودیت‌ها در رفتارهای فردی، مانند دستور ماندن در خانه و حمایت مالی دولت از شرکت‌ها است که وی آن را در ضدیت با اصول بازار آزاد و به نفع آن‌ها که روابط زیادی با دولت دارند می‌داند.